# Camryn Rogers
Camryn Rogers (Richmond, 7 de junho de 1999) é uma atleta canadense, campeã olímpica e mundial do lançamento de martelo.
Ela conquistou a medalha de ouro nos Jogos de Paris 2024, com a marca de 76,97 m.